# Ramon Miró
Ramon Miró Folguera (Reus, 1864-Barcelona, 1927) fue un dibujante humorístico de la prensa ilustrada catalana que trabajó para el editor Antoni López Benturas en las revistas L'Esquella de la Torratxa y La Campana de Gràcia.

## Biografía
Nació en Reus el año 1864. Perteneció a una familia de influencia notable en los círculos burgueses de la Barcelona decimonónica, miembro de la cual fue también su hermano, el escritor y periodista Josep Miró. Murió en Barcelona en 1927 a causa de un cáncer de vejiga y fue enterrado en Montjuic. No hay constancia de que Ramón Miró se casara nunca y en el certificado de defunción lo califican de “soltero”. Los datos de su vida indican que fue una persona dedicada casi por completo al trabajo. A pesar de poseer una notable cantidad de dibujos publicados, su figura no es conocida y queda en un segundo plano dentro del panorama artístico de esa época. 
El Archivo Histórico de la Ciudad de Barcelona conserva una ingente cantidad de ilustraciones y dibujos de Miró, muchos de ellos, originales de los publicados en L'Esquella de la Torratxa y La Campana de Gràcia.

## Formación y ejercicio profesional
En lo que a su educación se refiere, se ha comprobado que Ramón Miró no estudió en la Escuela de Bellas Artes de Barcelona; lo más probable es que fuera autodidacta o que se formara en uno de los muchos talleres o academias particulares que existían en torno a los artistas más prestigiosos del momento, tanto en Reus como en Barcelona.
Aproximadamente a los 22 años entró a formar parte de la plantilla de dibujantes del editor Antoni López para la revista de L’Esquella de la Torratxa. La revista fue un semanario satírico, de ideales republicanos y anticlerical, que se fundó el 5 de mayo de 1872 por el editor Innocenci López Bernagossi. En el Archivo Histórico de Barcelona se conserva el primer dibujo publicado de Ramón Miró, fechado el 9 de enero de 1886, que forma parte de la sección de la revista titulada “Caps de Brot”, que inauguró él mismo. La mayor parte de los dibujos conservados están datados hasta mediados de 1905; a partir de ese año disminuye el número de ilustraciones publicadas firmadas por él.
Por otro lado, y durante un período de tiempo más breve, Ramón Miró trabajó en otra de las revistas más relevantes del momento, La Campana de Gràcia. Esta revista también seguía una línea ideológica muy parecida a la de L’Esquella de la Torratxa ya que ambas fueron fundadas por la misma persona. A través del estudio de los ejemplares de la revista es posible afirmar que Ramón Miró estuvo trabajando en este semanario desde el año 1899 hasta el 1902.
A pesar de los numerosos dibujos que realizó, su trabajo no es reconocido dentro del mundo del arte hoy en día. Existen varias posibles razones para ello, entre las cuales se encuentran las duras críticas que recibió en cuanto a la falta de personalidad de sus obras.

## La polémica de los plagios
Ramón Miró se vio envuelto en el año 1903 en una polémica artística que comprometió a dos revistas de la época: L’Esquella de la Torratxa y el ¡Cu-Cut!. Dicha polémica giró en torno a algunas caricaturas, supuestamente plagiadas de revistas europeas, que habían realizado los dibujantes de ambas revistas satíricas. 
El conflicto se inició con la publicación del número 1282 de L’Esquella de la Torratxa, el 31 de julio de 1903. Este número contenía una página en particular, la 484, titulada “Tímos Artístics” en la que se declaraba abiertamente a Gaietá Cornet, uno de los dibujantes y fundadores de la revista ¡Cu-cut!, como a un plagiador. En esta página también había ejemplos gráficos de peso. Es importante tener en cuenta que dicho dibujante había trabajado previamente para L’Esquella de la Torratxa pero, por supuestas diferencias con la dirección, había abandonado este semanario, fundando poco después el ¡Cu-cut!. Ambas revistas mantenían una relación bastante competitiva, al menos en estos primeros años de publicación del ¡Cu-cut!. 

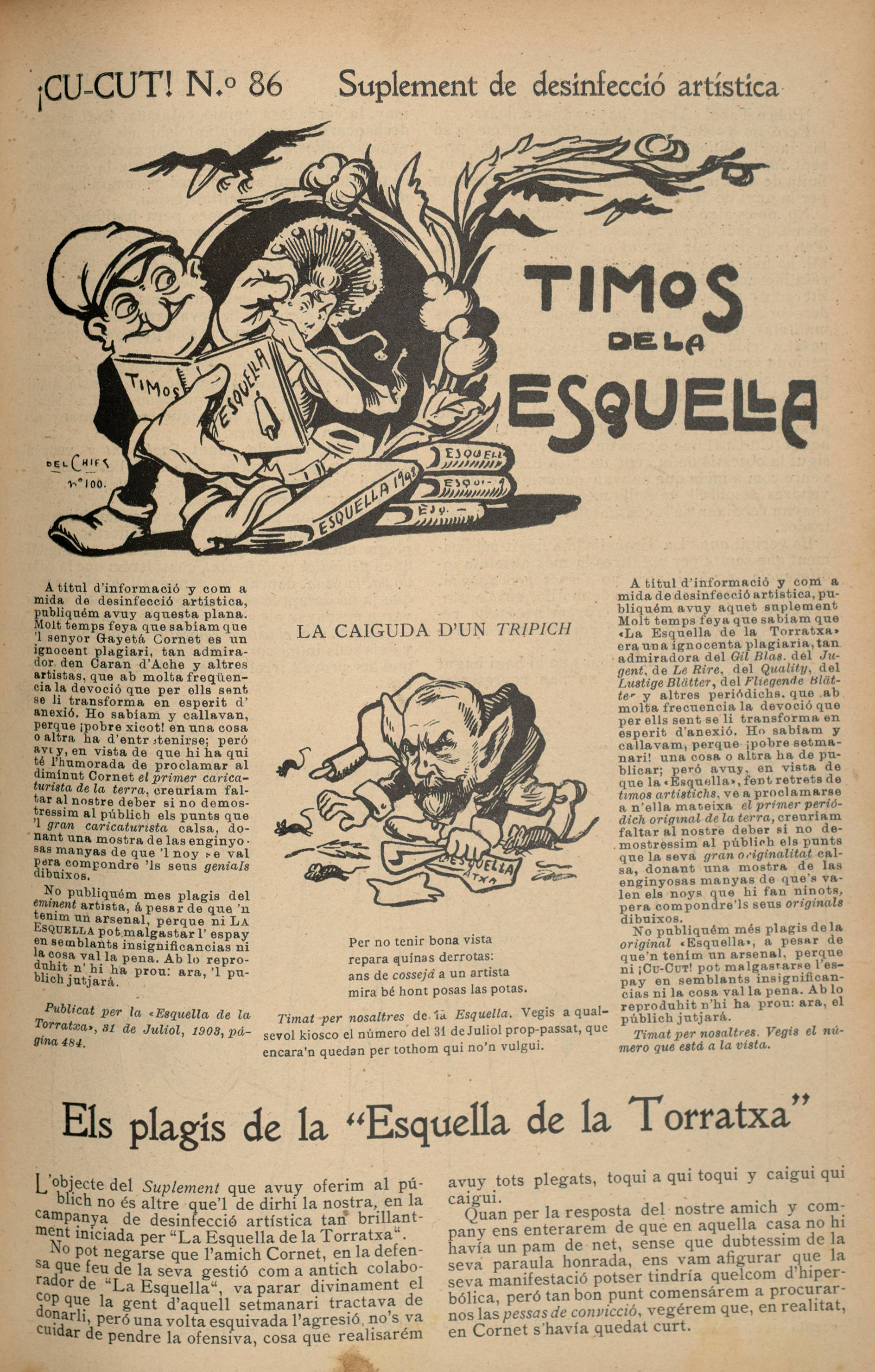
Portada del suplemento, "Timos de la Esquella", del número 86 de la revista el ¡Cu-cut!

Tras este primer desencuentro Cornet no guardó silencio y en el número 84 del ¡Cu-cut!, publicado el 6 de agosto de 1903, escribió una carta a los lectores explicando sus diferencias artísticas con la directiva y los dibujantes de L’Esquella de la Torratxa, advirtiendo que la página titulada “Tímos Artístics” no quedaría sin respuesta. Es más, en el siguiente número del ¡Cu-cut!, publicado el 13 de agosto de 1903, encontramos referencias en varias páginas al supuesto comportamiento irrespetuoso de los trabajadores de L’Esquella de la Torratxa, dentro y fuera de la redacción. Al final de este mismo número 85, el ¡Cu-cut! advirtió a sus lectores, y a sus competidores, que la siguiente semana publicarían, junto con el número habitual, un suplemento con intención de destapar los “timos artísticos” de L’Esquella de la Torratxa. A pesar de las patentes provocaciones del ¡Cu-cut! los editores de L’Esquella de la Torratxa decidieron no entran en la polémica, manteniendo un silencio total al respecto en sus números 1283 y 1284. 
El 20 de agosto de 1903 el ¡Cu-cut! cumplió con lo prometido, publicando junto con su número 86 un suplemento titulado “Timos de la Esquella”. En este suplemento de ocho páginas encontramos numerosos ejemplos gráficos donde se puede comprobar que los plagios en L’Esquella de la Torratxa eran habituales. El ¡Cu-cut! tampoco escatimó a la hora de nombrar a los responsables de dichos plagios. Entre los nombres que aparecen encontramos el de Ramón Miró citado numerosas veces, junto con varios ejemplos de plagios realizados por él. Miró será renombrado por el ¡Cu-cut! como “señor Miró y Copió” y en los siguientes números del semanario siempre se aludirá a su persona bajo este sobrenombre de carácter peyorativo. 
Sorprendentemente, tras este mazazo a la integridad artística del semanario y de sus dibujantes, L’Esquella de la Torratxa decidió no contestar, ignorando por completo toda la polémica. El ¡Cu-cut! en sus números siguientes siguió metiendo el dedo en la llaga sin llegar a recibir una respuesta, pública, al respecto por parte de L’Esquella de la Torratxa. Esta polémica es, muy probablemente, una de las razones por las que el ingente trabajo de Miró y su prometedora carrera quedaron comprometidas y, con el paso del tiempo, olvidadas.

## Características de su obra
Los dibujos de Ramón Miró no muestran una sola y clara línea estilística. Se trata de caricaturas técnicamente muy elaboradas y trabajadas pero imposibles de asociar con su autor. No existe un patrón distintivo en sus dibujos. En ellos se puede encontrar desde ilustraciones muy detalladas hasta dibujos sencillos y de carácter esquemático. 
Si se observan todos sus dibujos publicados en las distintas revistas se puede distinguir que los dibujos de Miró se encuadran en tres campos específicos. El primero: los llamados “Caps de Brot”. Estas ilustraciones conforman una sección creada por el propio Miró, cuando empieza a trabajar para el editor Antoni López. Se trata de caricaturas de personajes ilustres del momento que encabezaban gran parte de las revistas de L’Esquella de la Torratxa. El segundo campo en el que la firma de Miró aparece numerosas veces es el de la publicidad. Situados al final de las revistas, los anuncios publicitarios ilustrados son un campo en el que Miró destaca. Finalmente, un recurso que Miró explota ampliamente en sus ilustraciones es el de las “sombras chinas”; figuras pintadas totalmente de negro, solo distinguibles por su silueta. Encontramos este recurso repetidamente en la obra de Miró. Más allá de estos tres campos, la gran mayoría de dibujos de Miró, son de pequeño formato que servían para rellenar o decorar pequeños espacios en blanco de la revista.
Muy posiblemente su falta de estilo personal junto con la mala reputación que adquirió su obra a principios de siglo, dentro del mundo de la prensa ilustrada de Barcelona, hacen que la ingente obra de Ramón Miró no haya obtenido el reconocimiento suficiente.

## Selección de ilustraciones de Ramon Miró
|  |  |  |  |  |  |
|  |  |  |  |  |  |
|  |  |  |  |  |  |